# Vincent Eri
Sir Vincent Serei Eri, né le 12 septembre 1936 dans la province du Golfe, dans ce qui est aujourd'hui la Papouasie-Nouvelle-Guinée, et mort le 25 mai 1993 à Port Moresby, est un homme politique et romancier papou-néo-guinéen.
Il est gouverneur général de Papouasie-Nouvelle-Guinée de 1990 à 1991. 

## Biographie
Il est également l'un des premiers romanciers de son pays, avec la publication de The Crocodile en 1970.
Après avoir obtenu une licence à l'Université de Papouasie-Nouvelle-Guinée, Eri est enseignant, puis commence une carrière diplomatique, et devient le premier consul général de Papouasie-Nouvelle-Guinée en Australie. Il est également député, et en 1986 il fonde le Parti de l'action du peuple.
En 1990, il est nommé gouverneur général, mais doit rapidement faire face à une crise constitutionnelle. Le vice-Premier ministre Ted Diro avait été reconnu coupable de corruption, et, d'après la Constitution, le gouverneur général devait donc demander à celui-ci de démissionner. Eri ne le fait pas. Pour mettre fin à la crise, le Premier ministre, Rabbie Namaliu fait appel à la reine Élisabeth II, reine de Papouasie-Nouvelle-Guinée, pour qu'elle démette Eri de ses fonctions. Eri démissionne le 4 octobre 1991, avant que la reine n'ait à agir. Il meurt deux ans plus tard.